# Ďurďové
Ďurďové (em húngaro: Gergőfalva) é um município da Eslováquia, situado no distrito de Považská Bystrica, na região de Trenčín. Tem 4,82 km² de área e sua população em 2018 foi estimada em 147 habitantes.

## Demografia
| Ano:        | 1994 | 2004   | 2014    | 2024   |
| ----------- | ---- | ------ | ------- | ------ |
| Broj ljudi: | 182  | 192    | 151     | 165    |
| Razlika:    |      | +5,49% | -21,35% | +9,27% |

| Ano:               | 2023 | 2024   |
| ------------------ | ---- | ------ |
| Número de pessoas: | 160  | 165    |
| Diferença:         |      | +3,12% |